# Baker Street
Baker Street és un carrer del districte londinenc de Marylebone, a la Ciutat de Westminster. És coneguda per la seva relació amb el personatge de ficció Sherlock Holmes, que residia en l'adreça fictícia 221B Baker Street. El carrer va rebre aquest nom pel constructor William Baker, qui la va dissenyar en el segle xviii. Originàriament era un carrer residencial de classe alta, però ara es troba ocupada principalment per establiments comercials.
Baker Street té el codi postal NW1/W1 i és una artèria molt transitada. Va cap al sud des de Regent 's Park, travessa Park Road, paral·lela a Gloucester Place, i es creua amb Marylebone Road, York Street, Portman Square i Wigmore Street. A la cruïlla amb Wigmore St., gira cap Orchard Street que acaba quan es creua amb Oxford Street.